# Agenția Europeană de Apărare
Agenția Europeană de Apărare (acronim AEA; în engleză European Defence Agency, acronim EDA) este o agenție a Uniunii Europene (UE) a fost înființată în 2004 cu sediul la Bruxelles. Ea ajută statele membre ale UE să își dezvolte resursele militare în cadrul politicii de securitate și apărare comună (PSAC).
AEA este condusă de un Înalt Reprezentant al Uniunii pentru Afaceri Externe și Politică de Securitate și vicepreședinte al Comisiei Europene.